# Austromyrtus dulcis
Austromyrtus dulcis är en myrtenväxtart som först beskrevs av Cyril Tenison White, och fick sitt nu gällande namn av Lindsay Stewart Smith. Austromyrtus dulcis ingår i släktet Austromyrtus och familjen myrtenväxter. Inga underarter finns listade i Catalogue of Life.

## Bildgalleri

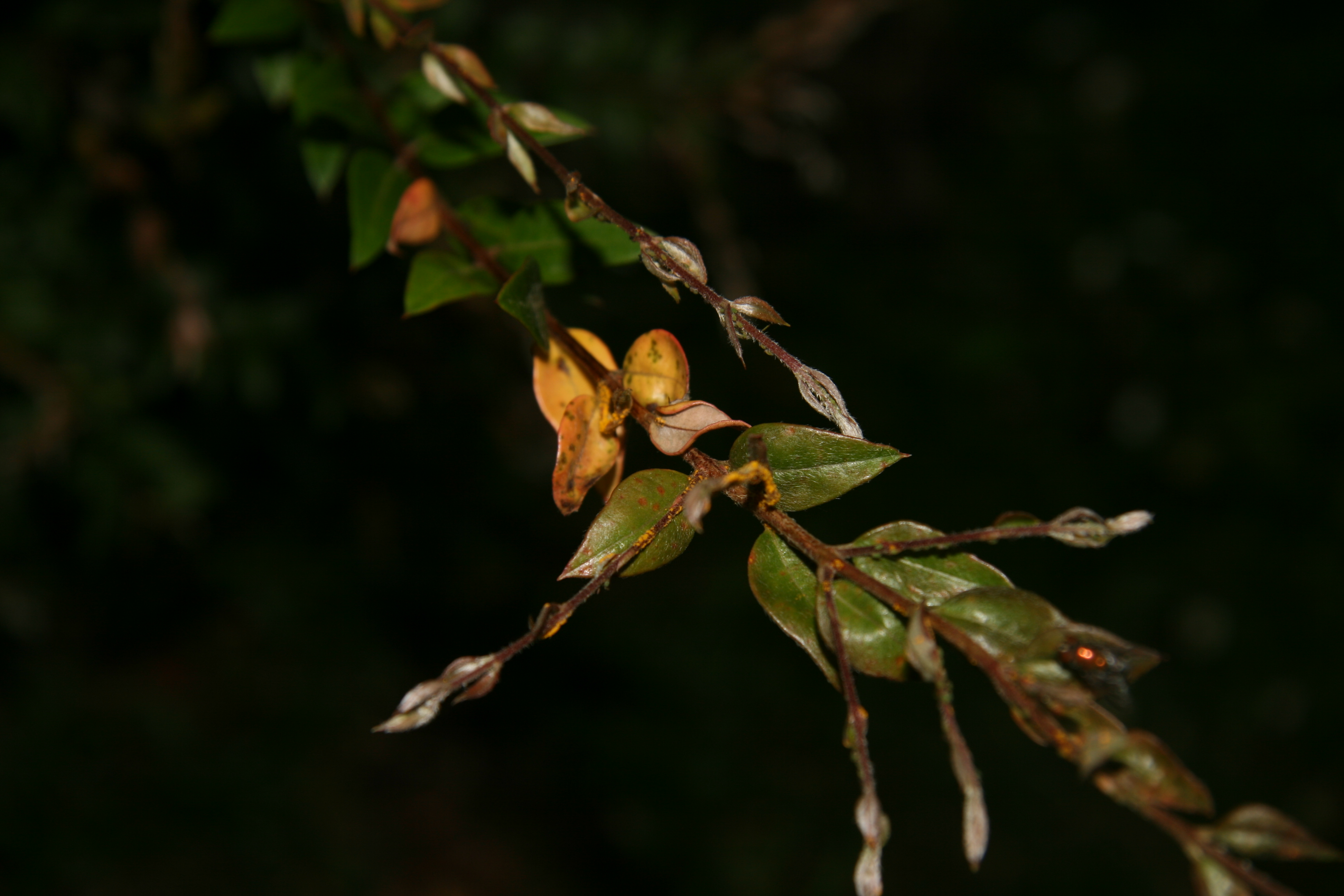